# Margarete Turnowsky-Pinner
Margarete Turnowsky-Pinner (auch Grete, hebräisch מרגרטה טורנובסקי-פינר; * 27. Februar 1884 in Kosten, Provinz Posen; † Januar 1982 in Tel Aviv) war eine deutsch-israelische Sozialarbeiterin und Sozialwissenschaftlerin.

## Leben
Margarete Pinner stammte aus einer jüdischen Akademikerfamilie. Der Vater Sigismund Pinner war Rechtsanwalt und die Mutter, Elisabeth, geb. Bernstein, Lehrerin. Das Ehepaar hatte drei Kinder: Walter, Ernst und Margarete. Die Familie war vor dem Ersten Weltkrieg von Posen nach Berlin gezogen. Margarete Pinner besuchte in Berlin ein Lehrerinnenseminar, studierte Sozialwissenschaften und beendete ihr Studium mit der Promotion. Von 1917/18 studierte sie ein Semester als Gasthörerin an der Universität Heidelberg. Dort kreuzten sich ihre Wege mit Käthe Markus, Elli Harnasch und dem Schriftsteller und späteren Politiker Ernst Toller. Margarete Pinner konnte Ernst Toller für den Kulturpolitischen Bund der Jugend gewinnen, der sich für eine sozialistische Friedensordnung einsetzte. 1917 verfassten Margarete Pinner und Ernst Toller eine offizielle Friedenspetition, die an sozialistische Studentengruppen der deutschen Universitäten verschickt wurde. Repressalien folgten und alle Mitglieder der Gruppe wurden aus Baden ausgewiesen.
Seit 1919 betreute Margarete ostjüdische Einwanderer (Jüdisches Volksheim, Berlin) und leitete den jüdischen Arbeitsnachweis. Ab 1923 war sie in der Leitung des Bundes zionistischer Frauen (BZF) tätig und veröffentlichte Artikel zu sozialwissenschaftlichen Fragen. 1928 bis 1930 war sie Mitarbeiterin des Verbandes jüdischer Frauen für Kulturarbeit in Palästina und von 1930 bis 1933 in leitender Position für den gestifteten Stipendien- und Wohlfahrtsfonds des Kaufhauses Schocken tätig.
1933 emigrierte Margarete mit ihren Töchtern Miriam und Rachel nach Tel Aviv. Ihr geschiedener Mann Walter Turnowsky, mit dem sie bereits von 1925 bis 1927 in Palästina gelebt und gearbeitet hatte, verschaffte ihnen eine Einreiseerlaubnis. 1939 folgte ihnen Margaretes Bruder, der Rechtsanwalt Ernst Pinner (1889–1947), mit seiner zweiten Frau Rozalia Rozka (geb. Fischer, 1906–1967) und den beiden Kindern Magdalena und Stefan. Ihr gesamtes Umzugsgut wurde von der Gestapo beschlagnahmt und versteigert, ihr Geldvermögen von der Staatspolizeileitstelle Berlin beschlagnahmt und von der Deutschen Bank eingezogen. Die Verwaltung des Vermögens wurde vom Chef der Sicherheitspolizei und vom Sicherheitsdienst übernommen. Die Familie musste neu anfangen, siedelte sich im Moschaw Bejt Jizchak an, baute sich dort ein kleines Haus und betrieb mit weiteren 59 Siedlerfamilien Hühner- und Mastwirtschaft. Dort bestand bereits eine Constantin-Brunner-Gesellschaft, der sich Ernst Pinner mit Verve anschloss, hatte er doch mit Fritz Blankenfeld in Berlin 1934 diese  Gesellschaft ins Leben gerufen.
Noch heute lebt Stefan Pinner mit seiner Frau Chann und seinen drei Kindern in dem Moschaw Bejt Jizchak. Der Sohn Hananja hatte nach seiner Auswanderung einen Ausbildungsplatz, der aufgrund der Fürsprache seines Onkels Walter zustande kam, in den Keramikwerden Stoke-on-Trent in Großbritannien erhalten, war aber nach Kriegsausbruch mit dem Hitler-Regime in einem britischen Lager interniert worden. 1943 durfte auch er über Australien nach Palästina ausreisen. Von 1943 bis 1946 kämpfte er als Soldat in einer jüdischen Einheit der britischen Armee in Britisch-Zypern und in Ägypten, kehrte 1946 nach Palästina zurück und wurde Mitglied des Kibbuz Ein Gev. Im Unabhängigkeitskrieg 1948 wurde er schwer verwundet, verbrachte aufgrund einer teilweisen Lähmung zwei Jahre in Krankenhäusern und begann anschließend 1950 eine Ausbildung in einer Kunstschule in Jerusalem. Nach dem Abschluss seiner Ausbildung arbeitete er wieder als Kunstlehrer und Künstler im Kibbuz.
Walter Pinner, der Bruder von Ernst und Margarete, war bereits nach 1933 ins englische Exil gegangen. Es gelang ihm, eine Einreiseerlaubnis für seinen Vater Sigismund Pinner nach England zu erhalten. Am 25. März 1941 verstarb Sigismund Pinner in Birmingham. Die jüngste Schwester des Vaters, namens Recha Cohn, ihre Tochter und deren Mann kamen in Theresienstadt ums Leben.
Ernst Pinner verstarb am 20. August 1947 in der Siedlung Bejt Jizchak, seine Frau Rozalia 20 Jahre später.
Magdalena Pinner wanderte nach Kanada aus und heiratete Edgar Waniuk. Sie wurde eine bekannte Malerin und nahm den Künstlernamen Silvana Waniuk an.
In Tel Aviv war Margarete Turnowsky-Pinner weiterhin als Sozialarbeiterin tätig und setzte sich für die Integration der nach Palästina (Israel) kommenden Flüchtlinge ein. Als sie 1982 starb, war sie eine hochgeachtete Publizistin und Vermittlerin der Sozialwissenschaften ihres Landes. In einem Zeitungsartikel wird sie als »Hüterin der jüdischen Tradition und des sozialen Gewissens« beschrieben.

## Schriften
- Die Steuertheorie der liberalen Partei in Deutschland. Mannheim. Diplomarbeit, Handelshochschule Mannheim, 1918.
- Wizo’s care for immigrants & refugees: historical survey 1933–1946, compiled on the basis of documents by Grete Turnowsky-Pinner, Tel Aviv: Wizo, Palestine Executive Publicity Department, 1946.
- Jewish Women of Palestine in Trades and Professions, Tel Aviv: Women International Zionist Organisation, Instruction and Information Centre, 1948Zur Berufseinordnung der Neueinwanderer im Staate Israel, Tel Aviv: Israel WIZO Executive Instruction and Information Centre, 1948 (?)
- Vocational rehabilitation of immigrants in the State of Israel, Tel Aviv: Sepher Press, 1948, (=Women’s International Zionist Organisation. Instruction and Information Centre).
- Ein Jahr unbeschränkter Einwanderung, Miriam Scheuer und Wera Lewin (Hrsg.), Tel Aviv: Israel WIZO Executive, Instruction and Information Centre, 1949
- Reception of immigrants in Israel: new methods, Tel Aviv: WIZO Executive, Department for Zionist Education, 1950 (?)
- Die zweite Generation mitteleuropäischer Siedler in Israel, Tübingen: Mohr (Siebeck), 1962, (=Schriftenreihe wissenschaftlicher Abhandlungen des Leo Baeck Institute of Jews from Germany; Bd. 5)
- Dennoch: aus dem Leben des Dr. Ludwig Eliezer Bregmann: zum ersten Todestag 5. März 1964, Tel Aviv-Jaffa: Typoskript, 1964
- Margarete Turnowsky-Pinner: A student’s friendship with Ernst Toller, Year-book 15, Leo Baeck Institute, S. 211–222. (s. Oliver Schlaudt: Literatur)
- Aus den Briefen von Ernst Pinner an seine Schwester Margarete Turnowsky-Pinner in Palästina 1933–1938, Leo Baeck Institute Jerusalem for the Study of German and Central European Jewry, Archive, File 56.